# Генке, Герберт Густавович
Герберт Густавович Генке (14 ноября 1913, село Анетта, Волынская губерния — 4 марта 1999, Алма-Ата) — немецкий советский писатель и поэт.

## Биография
Высшее образование получил в 1938 году, окончив Немецкий пединститут в Энгельсе. До Великой Отечественной войны работал в газете «Nachrichten» и журнале «Der Kampfer». В 1941 году был депортирован в Сибирь. Жил сначала в Красноярском крае, потом в Кемеровской области, работал в школе учителем немецкого языка. С 1968 года проживал в Алма-Ате, где работал на немецком радио.

## Творчество
Литературную деятельность начал в 1930-е годы. Отдельным изданием его произведения (поэтический сборник «Вольная Волга») впервые вышли в 1938 году. Потом последовали сборники «Весна», «Праздник мёда», «Зелёное эхо», «Пульс моего времени», «Лестница», «Круговорот». Прозаические произведения Генке — повести «На тропе детства», «Трудные времена», «Исполнившиеся надежды» — были опубликованы в альманахе «Феникс» в 1994—1995 годах. Герберт Генке также активно переводил на немецкий язык казахскую поэзию.